# Wirtschaft des Senegal

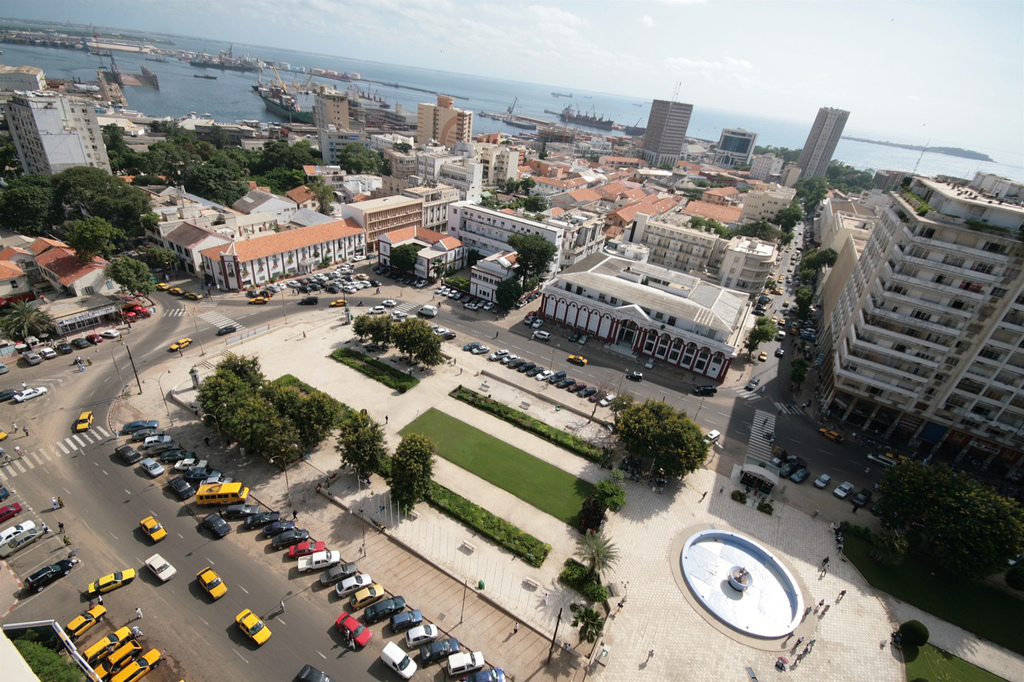
Dakar: Senegals place de l'indépendance (Unabhängigkeitsplatz); Zentrum der Regierung, Banken und Handel

Die Wirtschaft Senegals liegt unter den Staaten Westafrikas nach dem Bruttoinlandsprodukt (BIP) hinter Nigeria, Ghana und Elfenbeinküste an vierter Stelle der Wirtschaftskraft, international gesehen und kaufkraftbereinigt (KKP) im Jahr 2022 auf Platz 102. Pro Kopf und kaufkraftbereinigt stieg das BIP von 2742 $ im Jahr 2013 auf 3767 $ im Jahr 2021 mit weiter steigender Tendenz.
Wichtigster Sektor der Wirtschaft des Landes sind die Dienstleistungen. Weitere wichtige Branchen sind der Bergbau, das Bauwesen, sowie Landwirtschaft und Fischerei. Tourismus und Exporte haben unter der Pandemie hart gelitten. Es gibt eine große Schattenwirtschaft, von der viele leben müssen, und viel Korruption. Seit einigen Jahren trägt die Erschließung von Offshore-Öl- und -Gasfeldern zum Wirtschaftswachstum bei.
Im Global Competitiveness Index, der die Wettbewerbsfähigkeit eines Landes misst, belegt Senegal Platz 106 von 137 Ländern (Stand 2017–2018).

## Namhafte Unternehmen
Von den umsatzstärksten Unternehmen Senegals haben viele ihren Sitz in Dakar.

## Landwirtschaft
In der Landwirtschaft sind 80 % der Bevölkerung tätig, obwohl dieser Wirtschaftssektor nur 17,6 % zum Bruttoinlandsprodukt beiträgt. Durch fortschreitende Wüstenbildung, Bodenerosion, Abholzung, Überweidung und nicht zuletzt durch die sehr unterschiedlichen Ergiebigkeit der jährlichen Regenzeit besteht immer wieder die Gefahr von Missernten.
Die Erdnussproduktion im sogenannten Erdnussbecken des Landes ist traditionell ein wichtiger Devisenbringer des Landes. Nach einem jahrzehntelangen Niedergang bis auf ein Minimum in den Jahren 2002/2003 ist wieder ein Anstieg der Ernteerträge zu verzeichnen mit zuletzt im Jahr 2017 915.000 Tonnen auf 9400 km² Anbaufläche. Damit nimmt Senegal noch immer mit Rang 9 einen Platz unter den zehn größten Erdnussproduzenten der Welt ein.
Auch die Getreide- und Baumwolleernte musste 2006 Rückschläge hinnehmen. Die Getreideernte fiel um 24 %, die Baumwollernte um 3 % auf 45.000 Tonnen. Dennoch stieg die Produktion von Lebensmitteln für den einheimischen Markt um 12,7 % an (2.046.300 Tonnen).
Die Compagnie Sucrière Sénégalaise der in Senegal stark engagierten Groupe Mimran hat einen beachtlichen agro-industriellen Komplex in und um Richard Toll entwickelt und ist Marktführer der Zuckerindustrie Westafrikas.

## Bergbau und Industrie
Der Industriesektor stellt mit 21,4 % am Bruttoinlandsprodukt den wichtigsten Wirtschaftszweig nach dem Dienstleistungssektor dar, obwohl die Industrieproduktion 2006 um 19,2 % zurückging. Stark betroffen von den Rückschlag war vor allem die Chemieindustrie mit 69,8 %, was auf die Krise des senegalesischen Großunternehmens ICS zurückgeführt wird. Nach wie vor profitiert fast ausschließlich die Bauindustrie von Zuwachs. Andere Bereiche, die von Zuwachs profitieren sind Elektrizität, Wasser und Gas mit 1,7 %, was jedoch Probleme, wie mangelhafte Energieversorgung kaum behebt. Auch die senegalesischen Industrieunternehmen nehmen im Gegensatz zu anderen afrikanischen Unternehmen einen relativ niedrigen Stellenwert ein. Lediglich die Firmen SAR (105. Stelle), Total Senegal (184. Stelle) und Shell Senegal (220. Stelle) nehmen die für senegalesische Verhältnisse höchsten Stellenwerte unter insgesamt 500 analysierten Unternehmen Afrikas ein.
Auch der Bergbau verzeichnete einen Rückgang von 28,7 %. So ging der Phosphatabbau 2006 um 60 % zurück, was eine Fördermenge von nur noch 584 Tonnen bedeutet (davor 1451 Tonnen). Neben Phosphat verfügt das Land über große Eisenerzvorkommen im Osten des Landes. Ein im Februar 2007 zwischen ArcelorMittal und dem Senegal abgeschlossenes Abkommen zur Erschließung der Eisenerzvorkommen von Falémé im Département Saraya im Südosten des Landes am Falémé-Fluss ist gescheitert.

## Dienstleistungen
Der Dienstleistungssektor ist der wichtigste Wirtschaftssektor und trägt 61 % zum Bruttoinlandsprodukt bei. Dieser steigt seit einigen Jahren stetig an (2004: 6,3 % 2005: 5,5 %), 2006 stieg er erneut um 4,6 %. Hauptsächliche Träger des Dienstleistungsbereiches sind der Transport- und Telekommunikationsbereich. 

### Tourismus
Der Ausbau des Tourismus wird vor allem durch mangelnde Infrastruktur und administrative Hürden blockiert, obwohl der Tourismus nach dem Erdnussanbau der wichtigste Devisenbringer des Landes ist. Die Zahl der Touristen lag im Jahr 2005 bei 770.000. 

### Finanzwirtschaft
Der Bankensektor ist kaum diversifiziert und entwickelt, jedoch trotzdem rentabel. Die größte Bank Senegals ist SGBS, deren Aktienkapital zurzeit zu 58 % bei der französischen Societe Generale liegt. Das Land führt eine gemeinsame Wertpapierbörse mit weiteren westafrikanischen Ländern. Sie ist als Bourse Régionale des Valeurs Mobilières (BRVM) bekannt. Außerdem investiert Senegal über seinen Staatsfonds sein Vermögen um den Wohlstand für künftige Generationen zu schaffen und zu sichern. Der Fonds ist als Fonds Souverain d’Investissements Stratégiques (FONSIS) bekannt.

## Verkehr
In Senegal treffen drei transafrikanische Straßenrouten zusammen:
- Trans-African Highway  (TAH 1), Kairo-Dakar-Highway
- Trans-African Highway  (TAH 5), Dakar-N’Djamena-Highway
- Trans-African Highway  (TAH 7), Dakar-Lagos-Highway

## Kennzahlen
Alle Werte sind in US-Dollar (Kaufkraftparität) angegeben.
| Jahr | BIP (Kaufkraftparität) | BIP pro Kopf (Kaufkraftparität) | BIP Wachstum pro Jahr |
| ---- | ---------------------- | ------------------------------- | --------------------- |
| 1980 | 4,6 Mrd.               | 816                             | −0,8 %                |
| 1985 | 6,9 Mrd.               | 1.049                           | 3,7 %                 |
| 1990 | 9,0 Mrd.               | 1.184                           | −0,7 %                |
| 1995 | 11,2 Mrd.              | 1.285                           | 5,4 %                 |
| 2000 | 14,9 Mrd.              | 1.512                           | 3,2 %                 |
| 2005 | 21,1 Mrd.              | 1.873                           | 5,6 %                 |
| 2006 | 22,3 Mrd.              | 1.926                           | 2,5 %                 |
| 2007 | 24,0 Mrd.              | 2.020                           | 4,9 %                 |
| 2008 | 25,4 Mrd.              | 2.077                           | 3,7 %                 |
| 2009 | 26,2 Mrd.              | 2.085                           | 2,4 %                 |
| 2010 | 27,2 Mrd.              | 2.138                           | 4,3 %                 |
| 2011 | 28,7 Mrd.              | 2.158                           | 1,9 %                 |
| 2012 | 30,6 Mrd.              | 2.229                           | 4,5 %                 |
| 2013 | 32,2 Mrd.              | 2.277                           | 3,6 %                 |
| 2014 | 34,0 Mrd.              | 2.342                           | 4,1 %                 |
| 2015 | 36,7 Mrd.              | 2.448                           | 6,5 %                 |
| 2016 | 39,6 Mrd.              | 2.572                           | 6,7 %                 |
| 2017 | 43,2 Mrd.              | 2.726                           | 7,2 %                 |